# محمد عثمان الحسين
الفريق أول ركن محمد عثمان الحسين عسكري سوداني، يشغل منصب رئيس هيئة الأركان العامة السودانية منذ 24 يوليو 2019.